# زبان اشاره بلژیکی فرانسوی
زبان اشاره بلژیکی فرانسوی زبان اشاره‌ای است که توسط ناشنوایان و کم شنوایان در بلژیک استفاده می‌شود. این زبان و زبان اشاره فلاندری بسیار به هم نزدیک هستند اما زبان‌های متمایزی به‌شمار می‌روند.